# Three Bridges (Londres)
El puente conocido como Three Bridges (en español, Tres Puentes, un nombre que hace alusión a las tres infraestructuras que se cruzan en él), formalmente denominado Windmill Bridge, es un cruce de puentes de tres niveles situado cerca de Hanwell, en la zona oeste de Londres, Inglaterra. El proyecto fue el último de Isambard Kingdom Brunel en terminarse antes de su muerte (acontecida el 15 de septiembre de 1859).

## Diseño y uso
Diseñados por Isambard Kingdom Brunel, los dos puentes de hierro fundido están dispuestos para permitir que las rutas de la carretera de Windmill Lane, del Canal Grand Junction y del Ferrocarril Great Western y Brentford se crucen entre sí en un mismo punto. La carretera está situada sobre el canal, que a su vez cruza sobre el ferrocarril.
Como el ferrocarril fue la última de las tres vías de comunicación en realizarse, el diseño de la estructura permitió situar las vías en un desmonte profundo para que no atravesara ni fuera visible desde Osterley Park, lo que permitió reducir el impacto visual sobre el entorno y el coste de la obras, que comenzaron en 1856 y finalizaron en 1859.

La estructura es un monumento programado, y está situada junto a un parque adyacente homónimo.